# Grande muraglia di Ercole

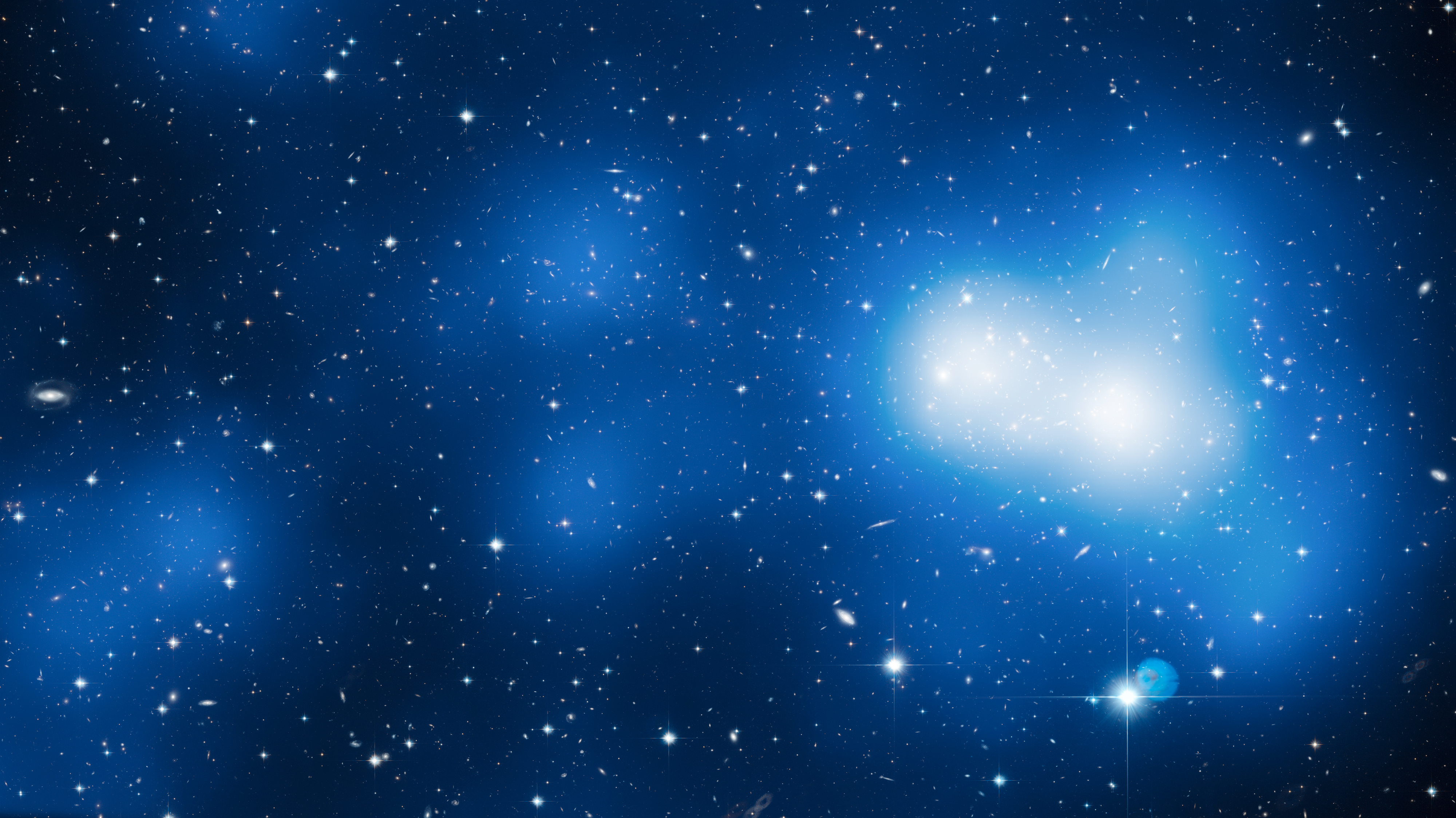
Un mosaico del massiccio ammasso di galassie MACS J0717.5 3745 generato combinando 18 immagini del telescopio spaziale Hubble. La quantità significativa di materia oscura in questo settore dell'universo, mostrata in azzurro, può essere simile alla Grande Muraglia di Ercole

La Grande muraglia di Ercole, più precisamente Grande muraglia di Ercole–Corona Boreale (anche abbreviata in Her–CrB GW) è un'immensa struttura di galassie che misura oltre 10 miliardi di anni-luce. È la più grande struttura nota, per dimensioni e massa, dell'universo osservabile.
Questa enorme struttura è stata scoperta nel novembre 2013 da una mappatura dei lampi gamma che si verificano nell'universo distante. Gli astronomi hanno usato i dati della missione Swift Gamma Ray Burst e del Telescopio spaziale per raggi gamma Fermi.
La Grande muraglia di Ercole è stata anche la prima struttura diversa da un ammasso di quasar a divenire la più grande struttura nota nell'universo, dal 1991.

## Caratteristiche
La struttura è un filamento di galassie, o un enorme gruppo di galassie legato dalla gravità. Si estende in lunghezza per circa 10 miliardi di anni luce (3 Gpc), ossia circa 1/9 (il 10,7%) del diametro dell'universo osservabile, è larga 7,2 miliardi di anni luce (2,2 miliardi di parsec; 150,000 km/s in coordinate comoventi), ma è spessa solamente 900 milioni di anni luce (300 Mpc). In virtù di tali dimensioni è la più grande struttura nota nell'universo. Presenta uno spostamento verso il rosso compreso tra 1,6 e 2,1, corrispondente ad una distanza di circa 10 miliardi di anni luce, e si trova nel cielo in direzione della costellazione di Ercole e della Corona Boreale.

## Scoperta

Rappresentazione artistica di un lampo di raggi gamma. La Grande Muraglia di Ercole è stata scoperta attraverso l'estrapolazione dei dati relativi a questi fenomeni.

I lampi gamma sono fra i più potenti eventi che si verificano nell'universo conosciuto. Sono lampi molto luminosi di raggi gamma che annunciano la morte di stelle lontane di grande massa con esplosioni potentissime. I lampi di raggi gamma sono fenomeni rari; in una galassia di media grandezza come la Via Lattea se ne verifica in media uno ogni milione di anni. Gli astronomi teorizzano che le stelle che causano questi eventi siano stelle luminose e di grande massa, più frequenti dove la materia è più densa. Pertanto, una maggiore frequenza di raggi gamma in una regione del cielo indica una disomogeneità nella distribuzione della materia.
Utilizzando lo studio condotto tra il 1997 e il 2012 da Istvan Horvath, Jon Hakkila, e Zsolt Bagoly, i dati relativi a 283 raggi gamma sono stati divisi, sulla base dello spostamento verso il rosso, in 9 sottoinsiemi di 31 lampi gamma ciascuno. Si è visto che 14 dei 31 lampi gamma dei sottoinsiemi erano concentrati in una regione che si estendeva per un angolo di 45°, con spostamenti verso il rosso tra 1,6 e 2,1.
Utilizzando il test di Kolmogorov-Smirnov, il team ha anche scoperto che la probabilità di trovare un raggruppamento simile era inferiore al 0,00055%, rendendo la sua esistenza a causa di fluttuazione quantistica nell'universo primordiale molto improbabile, quasi impossibile nei modelli standard.